# Wavreumont
Wavreumont est un hameau situé sur la crête qui sépare les vallées de l’Eau Rouge et de la Warche (tous deux affluents de l’Amblève), entre Stavelot et Malmedy, dans la province de Liège (Région wallonne de Belgique). Administrativement le hameau fait partie de la ville de Stavelot.
La position exceptionnelle du hameau (409 mètres) permet d’avoir une vue sur Stavelot, sur Malmedy et sur le circuit de Spa-Francorchamps, au nord.

## Particularité
Le Monastère Saint-Remacle, fondé en 1950 a relevé la tradition monastique bénédictine des anciennes abbayes de Stavelot et Malmedy.